# Matara (Erytrea)

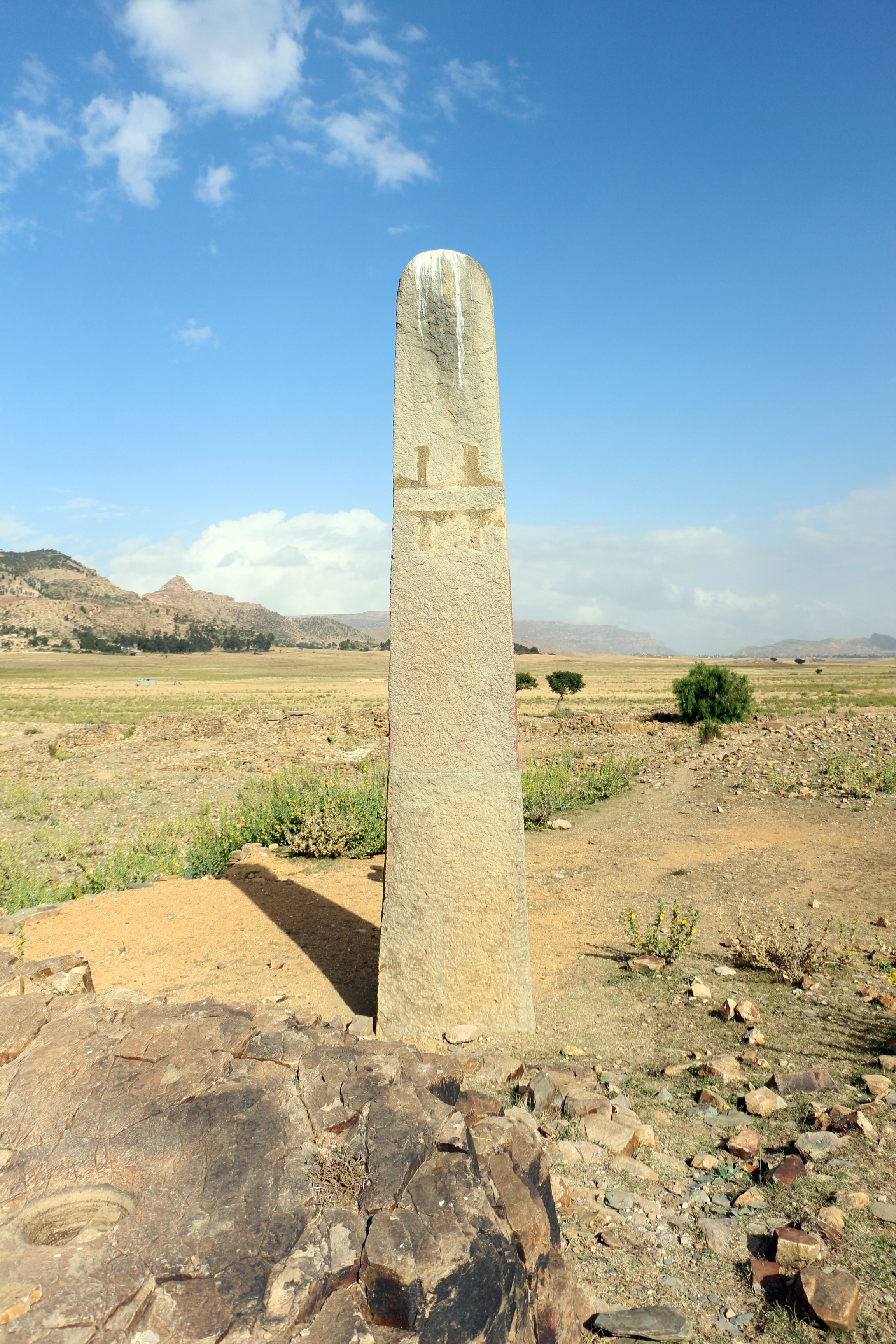
Obelisk

Matara (albo Metera) jest miejscem wykopalisk archeologicznych w Erytrei (kilka kilometrów na południe od Senafe), było ważnym miastem Aksum i królestwa Dʿmt. Po uzyskaniu niepodległości przez Erytreę, Muzeum Narodowe wniosło petycję do etiopskiego rządu o zwrócenie artefaktów zabranych z tego miejsca, do tej chwili prośba ta jest odrzucana.
Tutaj też stoi obelisk Hawulti.

## Historia
Matara jest nazwą zarówno małej wsi jak i bardzo ważnego stanowiska archeologicznego zlokalizowanego około 136 kilometrów na południowy wschód od Asmara niedaleko Senafe, na drodze wiodącej z południa kraju do granicy z Tigray. Na stanowisku tym odkryto kilka poziomów zamieszkiwania, w tym przynajmniej dwa różne miasta sprzed ponad niż 1000 lat. Najwyższe poziomy to Aksumite, w przybliżeniu od czwartego do ósmego stulecia. Miasto to było sprzymierzone z potężnym imperium handlu skupionym w mieście stołecznym Aksum.
Wydaje się, że Matara była jednym z ogniw długiego łańcucha miast na szlaku handlowym, który biegł z Aksum do miasta portowego Adulis, którego rozległe ruiny badano oraz w dużej mierze odkopano w sąsiedztwie Zula, na południowy wschód od Massawa na wybrzeżu Morza Czerwonego.